# Tipula (Yamatotipula) strepens
Tipula (Yamatotipula) strepens is een tweevleugelige uit de familie langpootmuggen (Tipulidae). De soort komt voor in het Nearctisch gebied.